# Giải đấu Ứng viên
Giải đấu Ứng viên là giải đấu cờ vua được Liên đoàn cờ vua thế giới (FIDE) tổ chức kể từ năm 1950. Đây là giải đấu cuối cùng để xác định người thách đấu nhà vô địch trong Giải vô địch cờ vua thế giới. Nhà vô địch giải đấu này có quyền chơi trận đấu tranh ngôi vô địch thế giới với đương kim vô địch thế giới.
Trước năm 1993, nó được tổ chức theo chu kỳ của Giải vô địch thế giới, với tần suất thường là ba năm một lần; hầu như luôn luôn được tổ chức mỗi năm thứ ba từ 1950 đến 1992. Sau khi Giải vô địch thế giới bị chia rẽ vào đầu thập niên 1990, các chu kỳ đã bị gián đoạn, ngay cả sau khi thống nhất các danh hiệu vào năm 2006. Kể từ năm 2013, khi Giải vô địch thế giới trở lại ổn định với chu kỳ 2 năm thì các giải đấu loại để chọn ra kỳ thủ vào chơi Giải đấu Ứng viên được tổ chức vào năm lẻ, Giải đấu Ứng viên được tổ chức vào đầu năm chẵn và trận tranh ngôi vô địch thế giới diễn ra cuối năm chẵn. Giải đấu Ứng viên cờ vua thế giới gần nhất được tổ chức vào tháng 3 năm 2020.

## Tiền thân
Trước năm 1950, một số giải đấu đóng vai trò là giải đấu ứng cử viên trong thực tế:
- Giải cờ vua Luân Đôn 1883 kết thúc với Johannes Zukertort và Wilhelm Steinitz là hai kỳ thủ giỏi nhất thế giới, và là một trong những sự kiện quan trọng dẫn đến trận đấu vô địch thế giới chính thức đầu tiên giữa hai người, vào năm 1886.
- Giải cờ vua Saint Petersburg 1895-96, trong đó nhà vô địch thế giới Emanuel Lasker đứng thứ nhất và Steinitz về thứ hai, dẫn đến Steinitz giành được sự ủng hộ cho trận tái đấu năm 1897,[1] kết quả là Lasker giành chiến thắng.
- Giải cờ vua AVRO 1938 được tổ chức một phần để chọn một người thách đấu cho Alexander Alekhine.[2] Paul Keres giành chiến thắng nhờ tiebreak, nhưng Thế chiến II đã làm trận đấu tranh chức vô địch không thực hiện được.

## Tổ chức

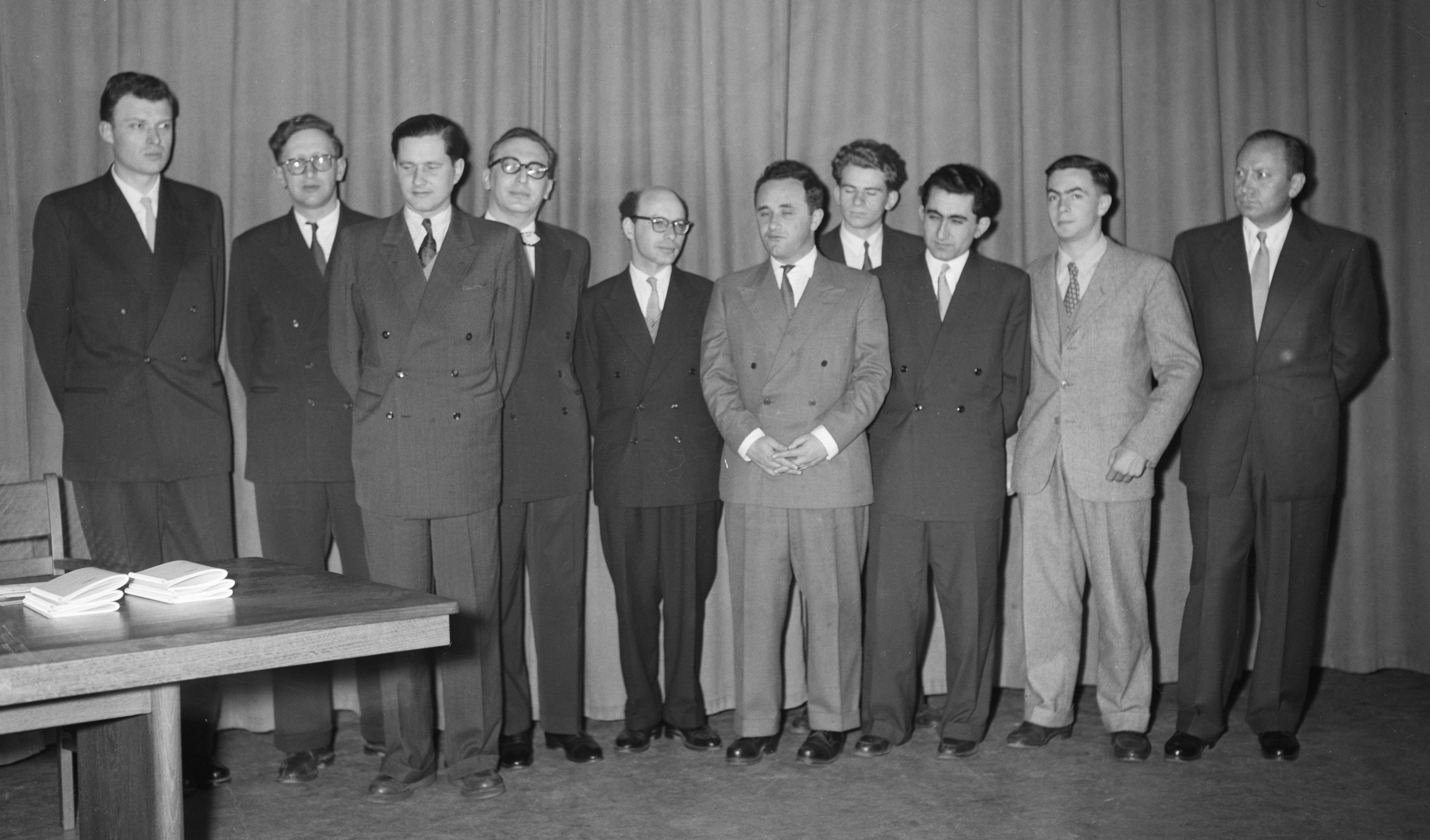
Giải đấu Ứng viên 1956 Amsterdam: 10 kỷ thủ

Số lượng người chơi trong giải đấu này thay đổi qua nhiều năm, từ tám đến mười lăm người chơi. Hầu hết những người này đủ điều kiện từ các giải đấu Liên khu vực, mặc dù một số đã đạt được quyền thi đấu trực tiếp mà không cần phải thi đấu giải Liên khu vực.
Chu kỳ Giải vô địch thế giới Liên khu vực / Ứng viên đầu tiên bắt đầu vào năm 1948. Trước năm 1965, giải đấu được tổ chức theo thể thức vòng tròn. Từ năm 1965 trở đi, giải đấu được chơi như những trận đấu loại trực tiếp, trải dài trong vài tháng. Năm 1995 – 1996, đương kim vô địch FIDE (Anatoly Karpov) cũng vào được Ứng viên, vào bán kết, vì vậy người chiến thắng là nhà vô địch thế giới FIDE.
Trong suốt năm 1993 đến 2006 khi tách khỏi FIDE, Giải vô địch thế giới "truyền thống" cũng đã tổ chức ba Giải đấu Ứng viên (năm 1994 – 1995, 1998 và 2002) dưới một nhà tài trợ khác nhau và một định dạng khác nhau mỗi lần. Trong một trong những trường hợp này (Alexei Shirov năm 1998) không có trận đấu giành danh hiệu nào xảy ra, trong các trường hợp tranh chấp (xem Giải vô địch cờ vua thế giới cổ điển 2000).
Sau khi thống nhất các danh hiệu vào năm 2006, FIDE đã thử các định dạng khác nhau của các Ứng viên vào năm 2007, 2009 và 2011, trước khi chuyển sang hình thức dùng một giải đấu giữa 8 người, thi đấu vòng tròn 2 lượt kể từ năm 2013 trở đi.